# Bugakosbor

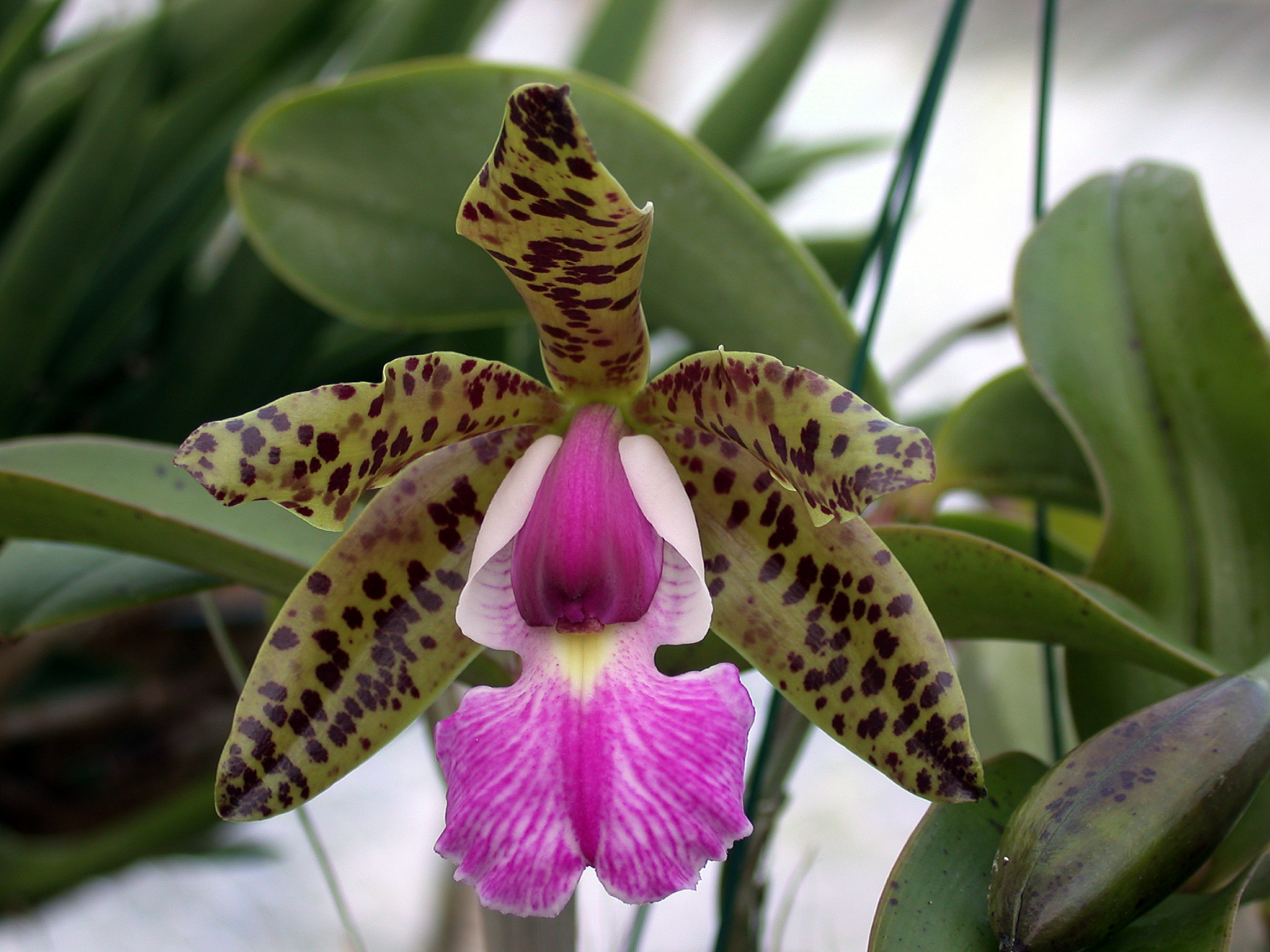
Cattleya aclandiae

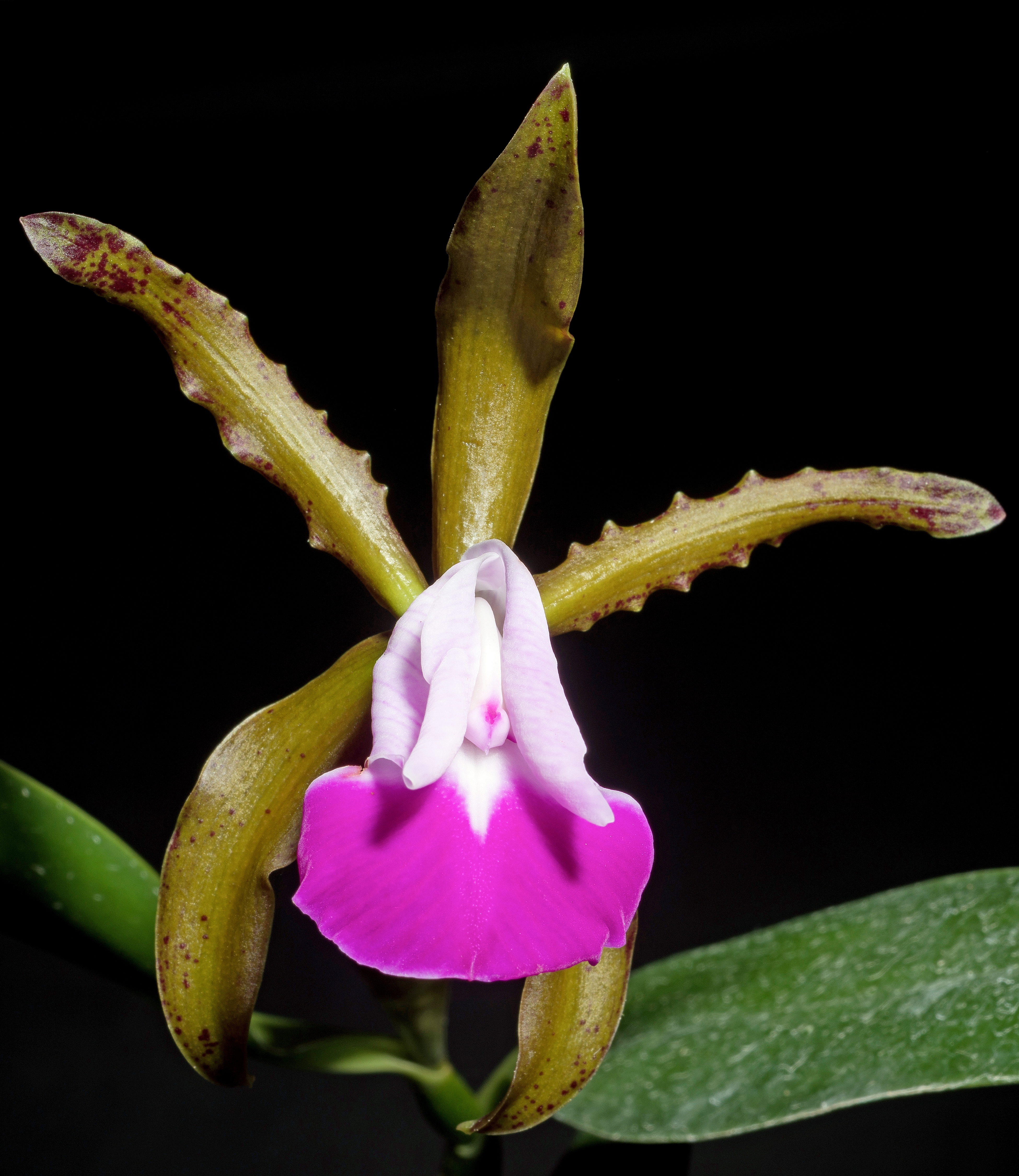
Cattleya dormaniana

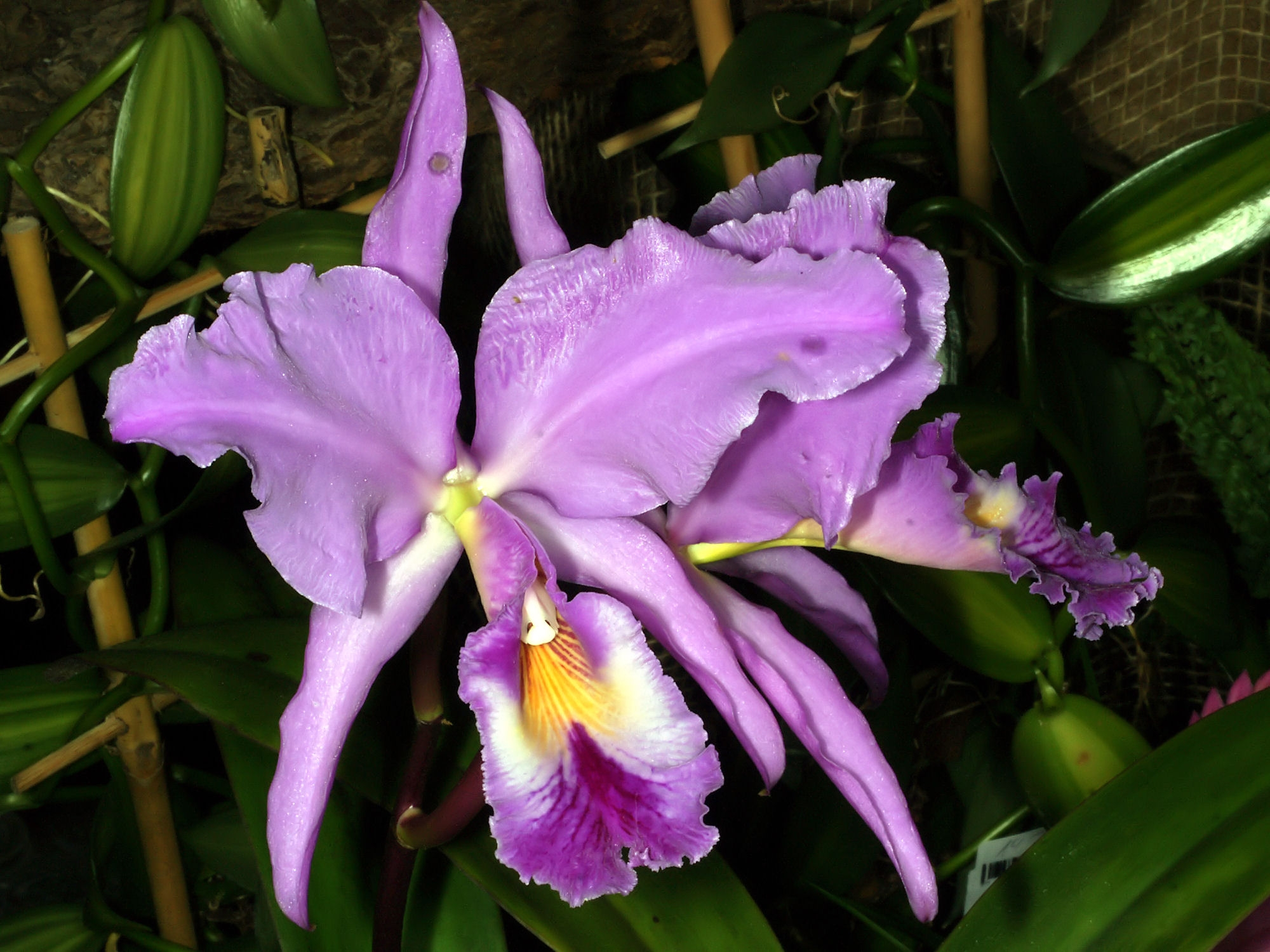
Cattleya labiata

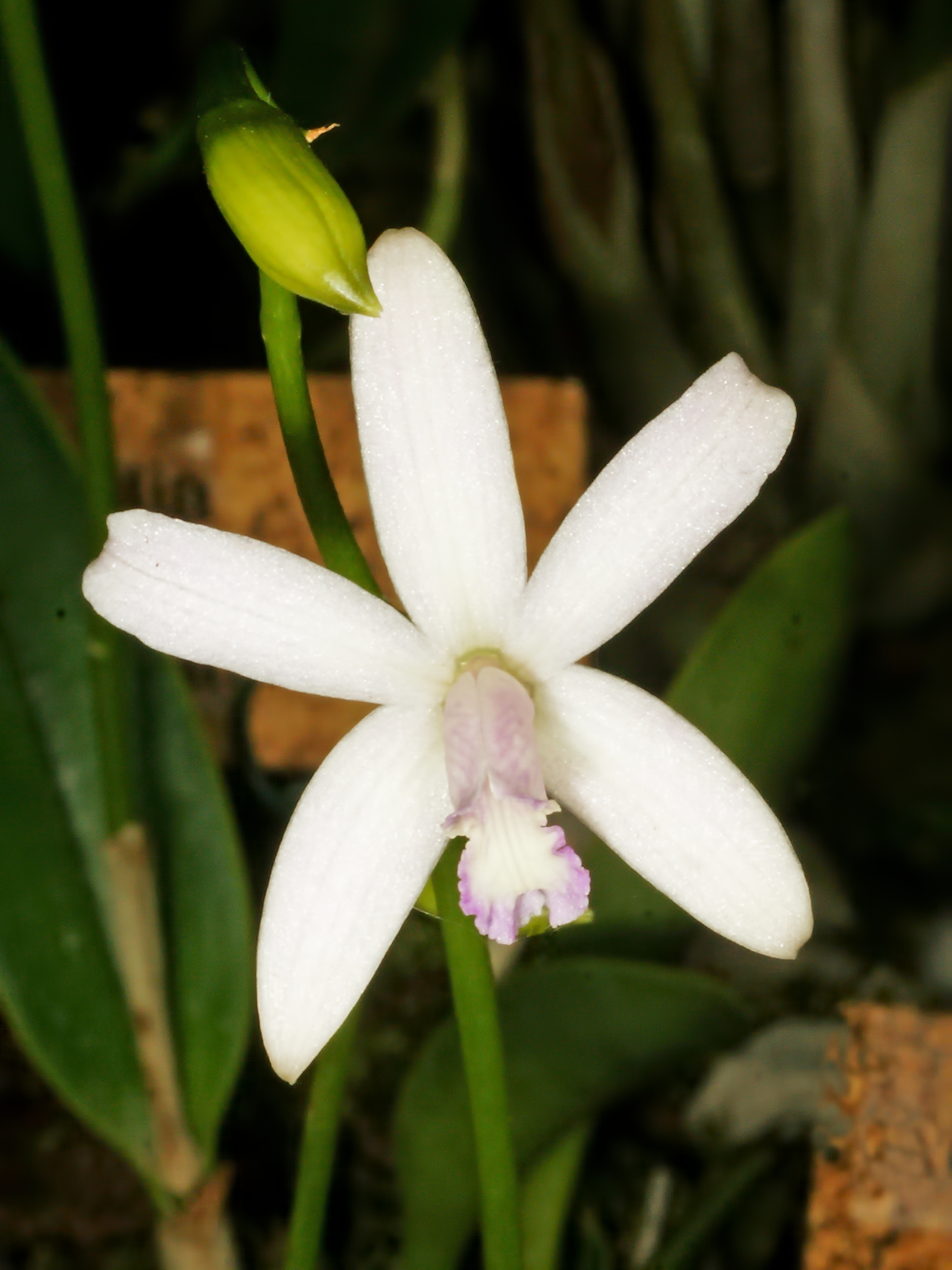
Cattleya pabstii

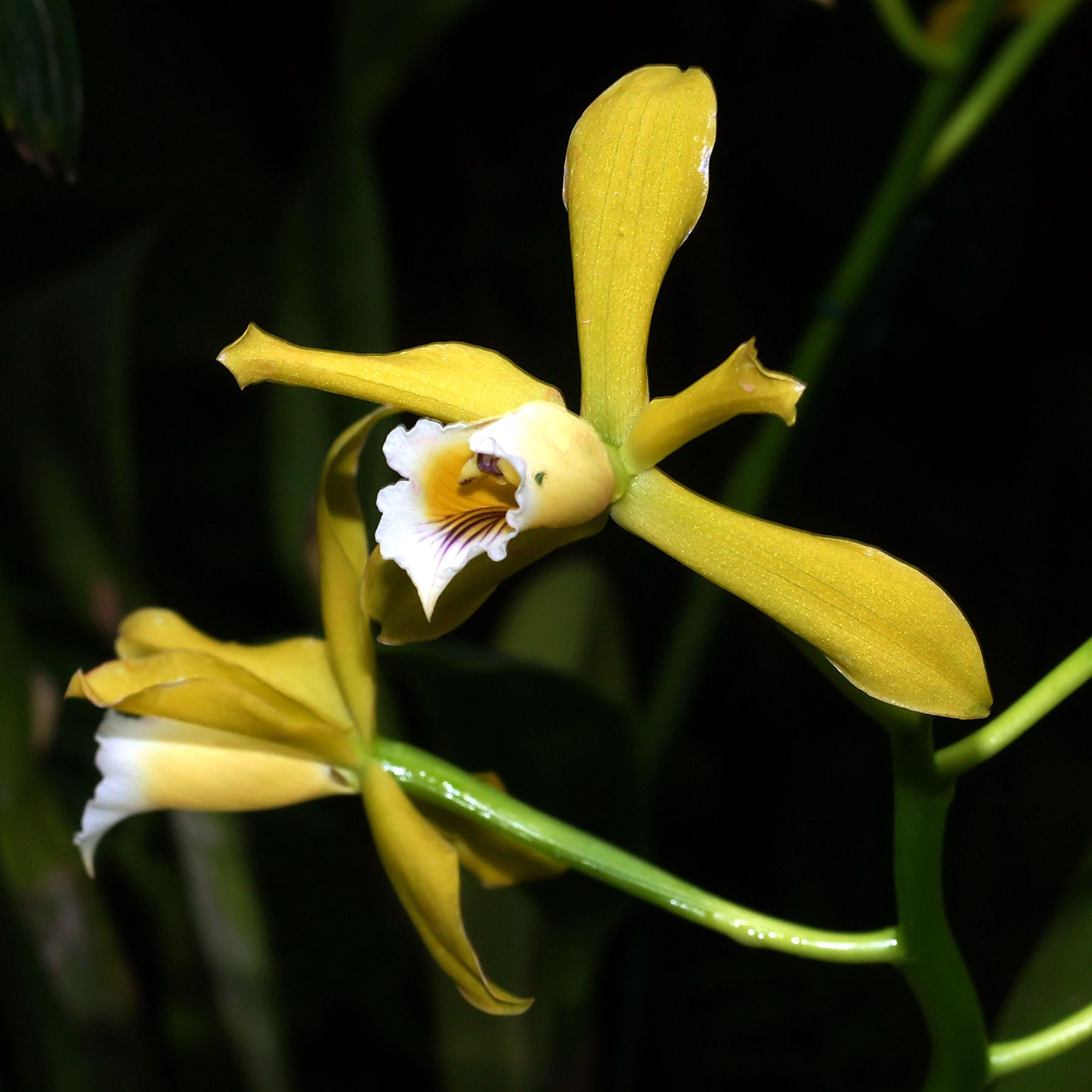
Cattleya xanthina

A bugakosbor (Cattleya) az egyszikűek (Liliopsida) osztályának spárgavirágúak (Asparagales) rendjébe, ezen belül a kosborfélék (Orchidaceae) családjába tartozó nemzetség.

## Előfordulásuk
A bugakosborfajok előfordulási területe Közép- és Dél-Amerika. Costa Ricától, valamint Trinidad és Tobagótól kedve, Dél-Amerika legnagyobb részén keresztül, Argentína északi feléig sokfelé megtalálhatók.

## Rendszerezés
A nemzetségbe az alábbi 119 faj és 85 hibrid tartozik:
- Cattleya aclandiae Lindl.
- Cattleya acuensis (Fowlie) Van den Berg
- Cattleya alagoensis (V.P.Castro & Chiron) Van den Berg
- Cattleya alaorii (Brieger & Bicalho) Van den Berg
- Cattleya alvarenguensis (Campacci) Van den Berg
- Cattleya alvaroana (F.E.L.Miranda) Van den Berg
- Cattleya amethystoglossa Linden & Rchb.f. ex R.Warner
- Cattleya angereri (Pabst) Van den Berg
- Cattleya araguaiensis Pabst
- Cattleya bicalhoi Van den Berg
- Cattleya bicolor Lindl.
- Cattleya blumenscheinii (Pabst) Van den Berg
- Cattleya boissieri R.Hogg
- Cattleya bradei (Pabst) Van den Berg
- Cattleya brevipedunculata (Cogn.) Van den Berg
- Cattleya briegeri (Blumensch. ex Pabst) Van den Berg
- Cattleya campaccii (P.A.Harding & Bohnke) J.M.H.Shaw
- Cattleya caulescens (Lindl.) Van den Berg
- Cattleya cernua (Lindl.) Van den Berg
- Cattleya cinnabarina (Bateman ex Lindl.) Van den Berg
- Cattleya coccinea Lindl.
- Cattleya colnagoi (Chiron & V.P.Castro) Van den Berg
- Cattleya conceicionensis (V.P.Castro & Campacci) Van den Berg
- Cattleya crispa Lindl.
- Cattleya crispata (Thunb.) Van den Berg
- Cattleya diamantinensis (V.P.Castro & Marçal) J.M.H.Shaw
- Cattleya dichroma Van den Berg
- Cattleya dormaniana (Rchb.f.) Rchb.f.
- Cattleya dowiana Bateman & Rchb.f.
- Cattleya elongata Barb.Rodr.
- Cattleya endsfeldzii (Pabst) Van den Berg
- Cattleya esalqueana (Blumensch. ex Pabst) Van den Berg
- Cattleya flavasulina (F.E.L.Miranda & K.G.Lacerda) Van den Berg
- Cattleya forbesii Lindl.
- Cattleya fournieri (Cogn.) Van den Berg
- Cattleya gaskelliana (N.E.Br.) B.S.Williams
- Cattleya ghillanyi (Pabst) Van den Berg
- Cattleya gloedeniana (Hoehne) Van den Berg
- Cattleya grandis (Lindl.) A.A.Chadwick
- Cattleya granulosa Lindl.
- Cattleya guanhanensis (Campacci) Van den Berg
- Cattleya guttata Lindl.
- Cattleya harpophylla (Rchb.f.) Van den Berg
- Cattleya harrisoniana Bateman ex Lindl.
- Cattleya hegeriana (Campacci) Van den Berg
- Cattleya hispidula (Pabst & A.F.Mello) Van den Berg
- Cattleya hoehnei Van den Berg
- Cattleya intermedia Graham ex Hook.
- Cattleya iricolor Rchb.f.
- Cattleya itambana (Pabst) Van den Berg
- Cattleya jenmanii Rolfe
- Cattleya jongheana (Rchb.f.) Van den Berg
- Cattleya kautskyana (V.P.Castro & Chiron) Van den Berg
- Cattleya kerrii Brieger & Bicalho
- Cattleya kettieana (Pabst) Van den Berg
- Cattleya kleberi (F.E.L.Miranda) Van den Berg
- Cattleya labiata Lindl. - típusfaj
- Cattleya lawrenceana Rchb.f.
- Cattleya liliputana (Pabst) Van den Berg
- Cattleya lobata Lindl.
- Cattleya locatellii (F.E.L.Miranda) Van den Berg
- Cattleya loddigesii Lindl.
- Cattleya longipes (Rchb.f.) Van den Berg
- Cattleya lueddemanniana Rchb.f.
- Cattleya luetzelburgii Van den Berg
- Cattleya lundii (Rchb.f. & Warm.) Van den Berg
- Cattleya luteola Lindl.
- Cattleya mantiqueirae (Fowlie) Van den Berg
- Cattleya marcaliana (Campacci & Chiron) Van den Berg
- Cattleya maxima Lindl.
- Cattleya mendelii Dombrain
- Cattleya milleri (Blumensch. ex Pabst) Van den Berg
- Cattleya mirandae (K.G.Lacerda & V.P.Castro) Van den Berg
- Cattleya mooreana Withner, Allison & Guenard
- Cattleya mossiae C.Parker ex Hook.
- Cattleya munchowiana (F.E.L.Miranda) Van den Berg
- Cattleya neokautskyi Van den Berg
- Cattleya nevesiana (V.P.Castro & K.G.Lacerda) J.M.H.Shaw
- Cattleya nevesii (Campacci) J.M.H.Shaw
- Cattleya nobilior Rchb.f.
- Cattleya pabstii (F.E.L.Miranda & K.G.Lacerda) Van den Berg
- Cattleya pendula (R.C.Mota, P.L.Viana & K.G.Lacerda) Van den Berg
- Cattleya percivaliana (Rchb.f.) O'Brien
- Cattleya perrinii Lindl.
- Cattleya pfisteri (Pabst & Senghas) Van den Berg
- Cattleya porphyroglossa Linden & Rchb.f.
- Cattleya praestans (Rchb.f.) Van den Berg
- Cattleya presidentensis (Campacci) Van den Berg
- Cattleya pumila Hook.
- Cattleya purpurata (Lindl. & Paxton) Rollisson ex Lindl.
- Cattleya pygmaea (Pabst) Van den Berg
- Cattleya quadricolor B.S.Williams
- Cattleya reginae (Pabst) Van den Berg
- Cattleya rex O'Brien
- Cattleya rupestris (Lindl.) Van den Berg
- Cattleya sanguiloba (Withner) Van den Berg
- Cattleya schilleriana Rchb.f.
- Cattleya schofieldiana Rchb.f.
- Cattleya schroederae (Rchb.f.) Sander
- Cattleya sincorana (Schltr.) Van den Berg
- Cattleya storeyi H.G.Jones
- Cattleya tenebrosa (Rolfe) A.A.Chadwick
- Cattleya tenuis Campacci & Vedovello
- Cattleya teretecaulis (Hoehne) Van den Berg
- Cattleya tigrina A.Rich.
- Cattleya trianae Linden & Rchb.f.
- Cattleya vandenbergii Fraga & Borges
- Cattleya vasconcelosiana (Campacci) Van den Berg
- Cattleya velutina Rchb.f.
- Cattleya verboonenii (F.E.L.Miranda) Van den Berg
- Cattleya violacea (Kunth) Lindl.
- Cattleya virens (Lindl.) Van den Berg
- Cattleya viridiflora (Verola & Semir) Van den Berg
- Cattleya walkeriana Gardner
- Cattleya wallisii (Linden) Rollisson
- Cattleya warneri T.Moore ex R.Warner
- Cattleya warscewiczii Rchb.f.
- Cattleya wittigiana (Barb.Rodr.) Van den Berg
- Cattleya xanthina (Lindl.) Van den Berg

- Cattleya × adrienne (Rolfe) Van den Berg
- Cattleya × albanensis (Rolfe) Van den Berg
- Cattleya × amanda (Rchb.f.) Van den Berg
- Cattleya × amoena God.-Leb.
- Cattleya × binotii (Cogn.) Van den Berg
- Cattleya × brasiliensis Klinge
- Cattleya × britoi (K.G.Lacerda & V.P.Castro) Van den Berg
- Cattleya × brymeriana Rchb.f.
- Cattleya × calimaniana Campacci
- Cattleya × calimaniorum Chiron & V.P.Castro
- Cattleya × carassana (Pabst) Van den Berg
- Cattleya × cattleyioides (A.Rich.) Van den Berg
- Cattleya × cipoensis (Pabst) Van den Berg
- Cattleya × colnagiana L.C.Menezes
- Cattleya × cristinae (F.E.L.Miranda & K.G.Lacerda) Van den Berg
- Cattleya × cypheri (Rolfe) Van den Berg
- Cattleya × dayana Rolfe
- Cattleya × delicata (Rolfe) J.M.H.Shaw
- Cattleya × dolosa (Rchb.f.) Rchb.f. ex É.Morren
- Cattleya × dukeana Rchb.f.
- Cattleya × duveenii Pabst & A.F.Mello
- Cattleya × elegans C.Morren
- Cattleya × ericoi (V.P.Castro) Van den Berg
- Cattleya × feldmanniana (F.E.L.Miranda & K.G.Lacerda) Van den Berg
- Cattleya × fidelensis (Pabst) Van den Berg
- Cattleya × frankeana Rolfe
- Cattleya × gaezeriana Campacci
- Cattleya × gerhard-santosii (Pabst) Van den Berg
- Cattleya × gransabanensis Senghas
- Cattleya × hardyana A.J.Hardy ex B.S.Williams
- Cattleya × heitoriana (Campacci) Van den Berg
- Cattleya × hummeliana L.C.Menezes & V.P.Castro
- Cattleya × hybrida H.J.Veitch
- Cattleya × imperator Rolfe
- Cattleya × intricata Rchb.f.
- Cattleya × irrorata (Rchb.f.) H.Low
- Cattleya × isaacii (Rolfe) J.M.H.Shaw
- Cattleya × isabellae Rchb.f.
- Cattleya × itabapoanaensis V.P.Castro & D.Motte
- Cattleya × jetibaensis (V.P.Castro & G.F.Carr) Van den Berg
- Cattleya × joaquiniana F.E.L.Miranda
- Cattleya × kautskyi Pabst
- Cattleya × kerchoveana Cogn.
- Cattleya × labendziana L.C.Menezes & Braem
- Cattleya × lambari (Pabst) Van den Berg
- Cattleya × lilacina (F.A.Philbrick ex A.H.Kent) Van den Berg
- Cattleya × lucieniana Rchb.f.
- Cattleya × macguiganii J.M.H.Shaw
- Cattleya × measuresii Rchb.f.
- Cattleya × mesquitae L.C.Menezes
- Cattleya × mingaensis (V.P.Castro & K.G.Lacerda) J.M.H.Shaw
- Cattleya × mixta L.C.Menezes
- Cattleya × moduloi L.C.Menezes
- Cattleya × mucugensis (F.E.L.Miranda) Van den Berg
- Cattleya × neocalimaniana Van den Berg
- Cattleya × neocalimaniorum Van den Berg
- Cattleya × neoreginae Van den Berg
- Cattleya × nesyana (Campacci & Deusvando) J.M.H.Shaw
- Cattleya × occhioniana (Brade) Van den Berg
- Cattleya × odiloniana (V.P.Castro & L.C.Menezes) J.M.H.Shaw
- Cattleya × patrocinii St.-Lég.
- Cattleya × picturata Rchb.f.
- Cattleya × pittiana O'Brien
- Cattleya × porphyritis (Rchb.f.) Van den Berg
- Cattleya × raganii (F.E.L.Miranda & K.G.Lacerda) Van den Berg
- Cattleya × rigbyana (Pabst) Van den Berg
- Cattleya × ruschii (V.P.Castro) J.M.H.Shaw
- Cattleya × sancheziana Hoehne
- Cattleya × schroederiana Rchb.f.
- Cattleya × schunkiana Campacci
- Cattleya × schunkii V.P.Castro
- Cattleya × sgarbii (Ruschi) Van den Berg
- Cattleya × sororia Rchb.f.
- Cattleya × tenuata V.P.Castro & Campacci ex Braem
- Cattleya × varelae V.P.Castro & Cath.
- Cattleya × venosa Rolfe
- Cattleya × verelii (Rolfe) Van den Berg
- Cattleya × victoria-regina auct.
- Cattleya × victoriacarolinae (Campacci & C.R.Espejo) J.M.H.Shaw
- Cattleya × zaslawskii (L.C.Menezes) Van den Berg
- Cattleya × zayrae V.P.Castro & Cath.
- Cattleya × wetmorei (Ruschi) Fraga & A.P.Fontana
- Cattleya × whitei Rchb.f.
- Cattleya × wilsoniana Rchb.f.
- Cattleya × wyattiana (Rchb.f.) Van den Berg